# Rhinocolura
Rhinocorura ou Rhinocolura est un nom géographique de l'Égypte antique, généralement identifié à la localité moderne d'El-Arich :
- Rhinocorura, lieu-dit du désert du Sinaï[1] : ce nom signifiait en grec ancien « nez coupé », car il servait d'exil à ceux qui avaient été condamnés à avoir le nez coupé.
- Rhinocorura, une ville côtière[2] généralement identifiée comme El-Arich. Il n'est pas sûr que ce soit la même localité que celle citée par Diodore, et aucune trace d'occupation antérieure à l'ère hellénistique n'a été retrouvée à El-Arich. Cette ville tire son nom du premier établissement qui y fut créé pour héberger des malheureux à qui le nez avait été coupé. L'idée était d'un conquérant éthiopien, qui, devenu maître de l'Égypte, avait cru devoir substituer ce genre de mutilation à la peine de mort, et tous les malfaiteurs, à qui il avait fait couper le nez, y étaient internés, dans la pensée que, retenus par la conscience de leur difformité, ils n'oseraient plus mal faire (Strabon).
- Rhinocorura, une rivière identifiée comme la branche pélusiaque du Nil[3]. Après l'assèchement de cette branche, cette rivière fut identifiée à l'oued El-Arich, qui arrose El-Arich.
- Rhinocolura (de) ou Rhinocorura, en Latin Rhinocoruritanus, un siège épiscopal in partibus catholique et suffragant de Péluse représentant le Sinaï.